# Жак Февр
Жак Февр (фр. Jacques Faivre, 25 листопада 1932, Бург-ан-Бресс — 12 серпня 2020, Вір'я) — французький футболіст, що грав на позиції нападника.
Виступав, зокрема, за клуб «Ніцца», а також національну збірну Франції.
Чемпіон Франції. Володар Кубка Франції.

## Клубна кар'єра
У дорослому футболі дебютував 1950 року виступами за команду «Сошо», в якій провів два сезони, взявши участь у 5 матчах чемпіонату. 
Згодом з 1952 по 1956 рік грав у складі команд «Безансон» та «Сошо».
Своєю грою за останню команду привернув увагу представників тренерського штабу клубу «Ніцца», до складу якого приєднався 1956 року. Відіграв за команду з Ніцци наступні чотири сезони своєї ігрової кар'єри.
Протягом 1960—1961 років захищав кольори клубу «Ренн».
Завершив ігрову кар'єру у команді «Сент-Етьєн», за яку виступав протягом 1961—1963 років.

## Виступи за збірну
У 1961 році дебютував в офіційних матчах у складі національної збірної Франції.
Загалом протягом кар'єри в національній команді, яка тривала 1 рік, провів у її формі 2 матчі, забивши 2 голи.
Помер 12 серпня 2020 року на 88-му році життя у місті Вір'я.

## Титули і досягнення
- Чемпіон Франції (1):

«Ніцца»: 1958-1959
- Володар Кубка Франції (1):

«Сент-Етьєн»: 1961-1962